# Pressbyrån

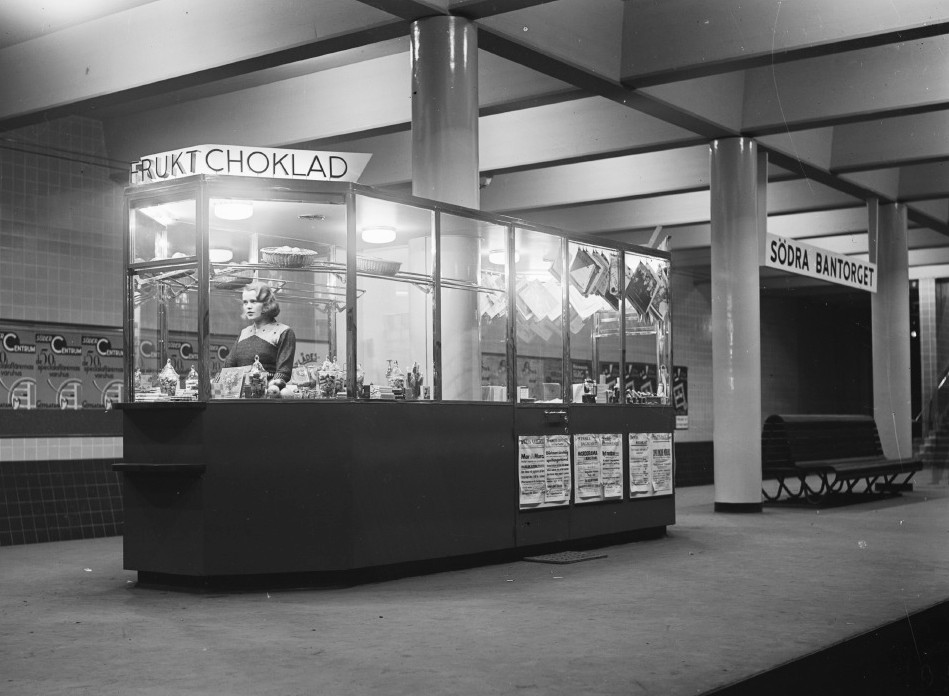
Pressbyråns kiosk på station "Södra Bantorget" 1933, idag Medborgarplatsens tunnelbanestation.

Pressbyrån är ett svenskt detaljhandelsföretag som driver kiosker och servicebutiker, ofta vid eller i anslutning till järnvägsstationer, t-banestationer, bussterminaler eller liknande. 2015 hade Pressbyrån cirka 300 butiker. Alla drivs av franchisetagare. Pressbyrån ägs av 
norska Reitangruppen (Reitan Convenience Sweden AB är franchisegivare i Sverige) som även äger bland annat 7-Eleven och Rema 1000.

## Historik

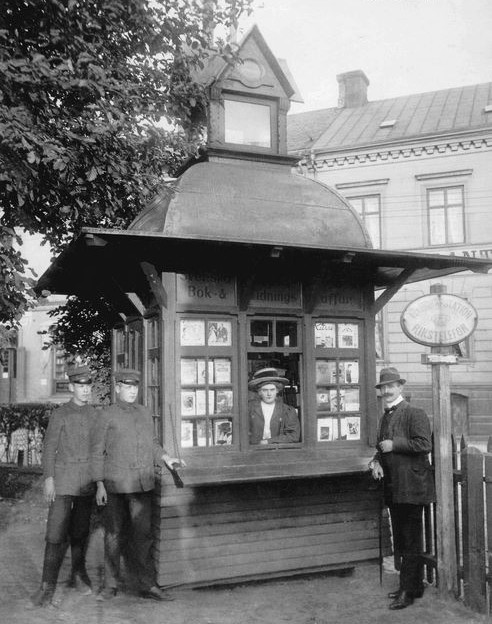
Tidig kiosk i Hässleholm.

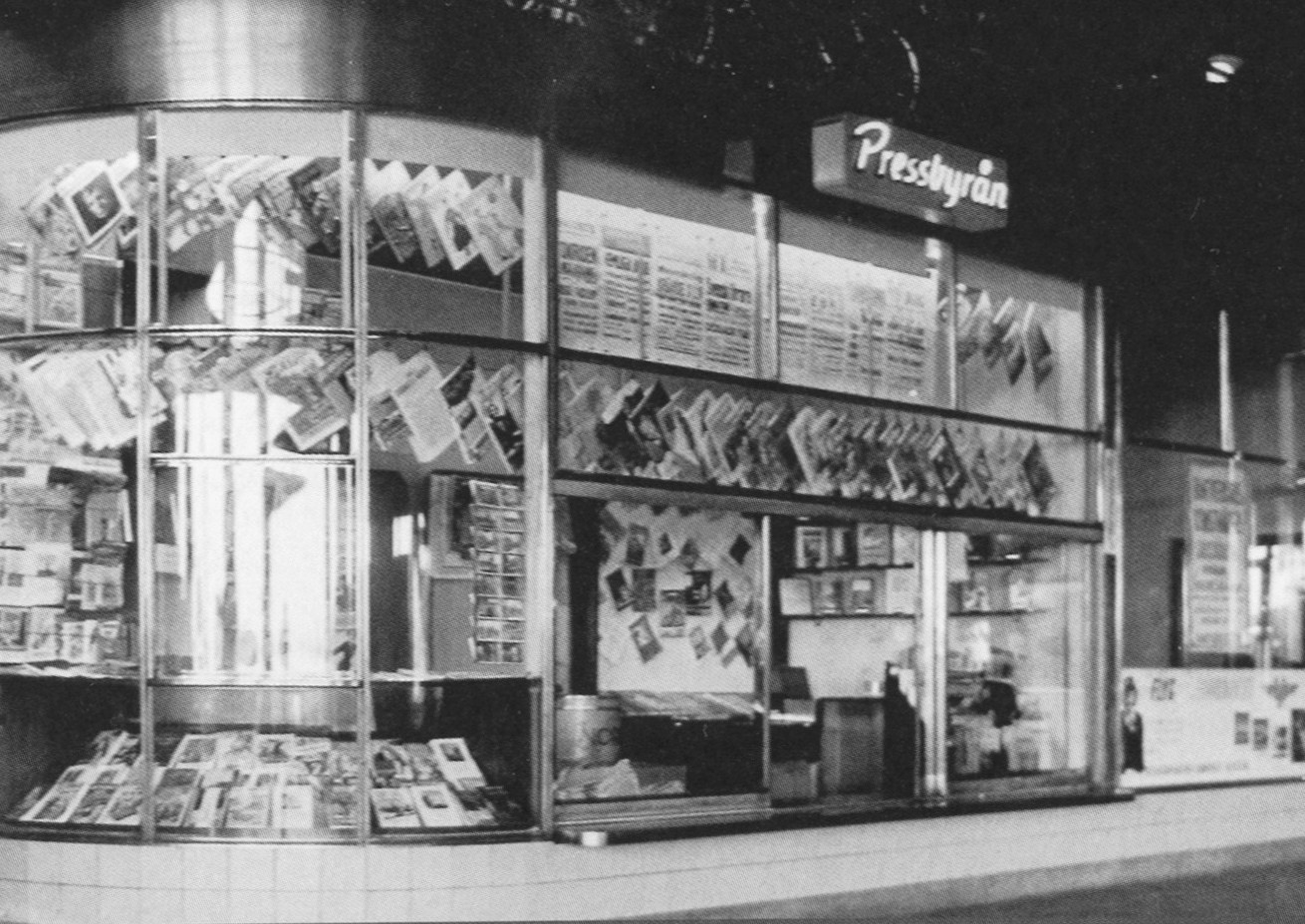
Kiosken i Slussen (Saltsjöbanan), 1949.

Pressbyrån är ett svenskt företag som utvecklats ur Svenska Telegrambyrån, som av SJ år 1899 fick i uppdrag att sälja lösnummer av tidningar på landets järnvägsstationer. 1903 öppnades den första kiosken intill järnvägens område på Hamnplan i Helsingborg av Nils Lindmark. Detta ledde till ökad försäljning och Lindmark fick ett rikstäckande uppdrag.
År 1906 bildades AB Svenska Pressbyrån, med den svenska pressen som ägare. Bolaget bildades av Svenska Telegrambyrån med dess VD Gustaf Eklund tillsammans med svenska tidningsutgivare. Förste direktör var Nils Lindmark. 1910 hade företaget 10 filialkontor i landsorten, 39 kiosker och 2 546 försäljare. Eklund var stor aktieägare i företaget, men sålde 1916 till Karl Otto Bonnier och Otto Hirsch. Denna ägarbild väckte diskussion och ett holdingbolag, Pressbyråns intressenter AB (PIA), bildades som år 1940 övertog aktierna i Pressbyrån. Holdingbolaget ägdes av 131 tidnings- och tidskriftsföretag.
År 1924 avtalade man med Stockholms Spårvägar om uppförandet av kiosker vid större spårvägshållplatser. Pressbyrån hade detta år 350 kiosker i hela landet, och nästa år över 400.
Pressbyrån introducerade försäljning ombord på tågen, med så kallade tågbud  och år 1932 införde man en världsunik distributionslösning. Pressbyrån buntade och sorterade Stockholms morgontidningar ombord på tågen under nattlig färd med ett lok som drog en personvagn ombyggd till expeditionslokal. Linjer gick mot Malmö, Göteborg, Karlstad och Sundsvall. Därmed blev Stockholms morgontidningar tillgängliga i butiker och kiosker – i stora delar av Sverige – redan vid öppningsdags på morgonen. Det systemet användes ända fram till 1984.  1950 började tidningar transporteras med flyg och även här var Pressbyrån med. När man lossat tidningarna fälldes passagersäterna ned. Genom att ta med passagerare på returresan blev ekonomin betydligt bättre. Detta blev grunden till flygbolaget Linjeflyg, där Pressbyrån var en av delägarna.
Pressbyrån har också haft egen produktion av vykort, en verksamhet som startade 1931 och upphörde 1966. Den bedrevs till en början inom dotterbolaget Alga men sedan Pressbyrån 1940 bytt ägare övertog man vykortstillverkningen. Vykorten föreställde lokala sevärdheter och kännetecken. 1935 startade Pressbyrån Sveriges första glassfabrik och introducerade nymodigheten pinnglass i hygienisk pappersförpackning.
I maj 2024 meddelade Anna Wallenberg, vd för Pressbyrån och 7-Eleven, att kedjorna ska börja fasa ut sin försäljning av cigaretter från 2026. 

## Pressbyrån Extra

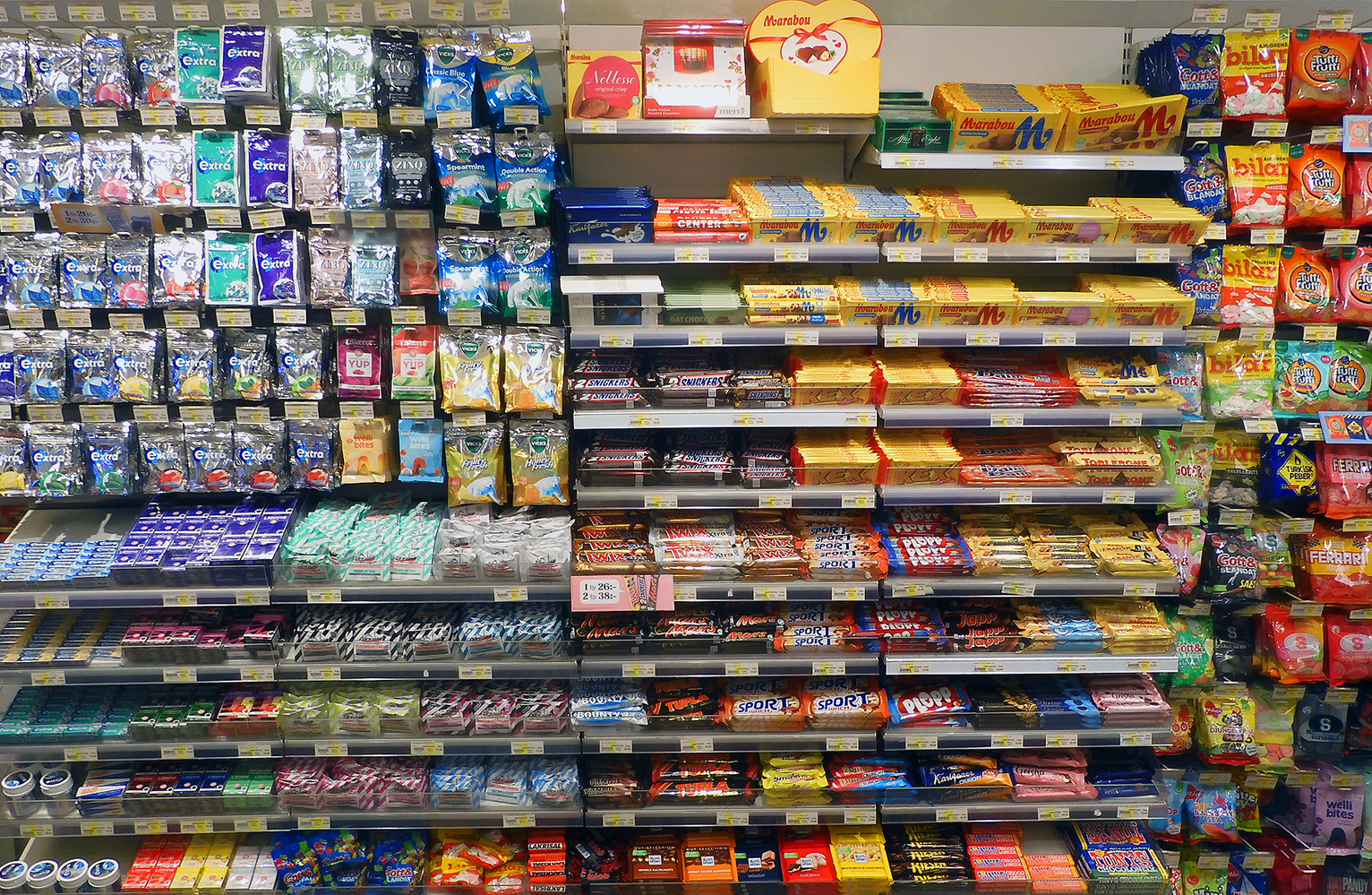
Typiskt godishylla hos Pressbyrån.

Pressbyrån Extra omfattar Pressbyråns elva specialbutiker inriktade på ett omfattande utval av svenska och utländska tidningstitlar. Pressbyrån Extra har samma produktutbud som vanliga Pressbyrån, men med skillnaden att utbudet och kunskapen om tidningar och tidskrifter är större än i Pressbyråns övriga butiker. För kunden innebär detta att en Pressbyrån Extra-butik har ett samlat utbud under året på fler än 2 000 titlar, och därmed har alla dessa butiker en stor yta för tidningar.

## Pressbyrån Go
Den 11 juni 2020 öppnade Pressbyrån sin första "obemannade butik" på Kungsholmen i Stockholm, en liten sektion inne i en befintlig bemannad butik.